# Nagy törpeegér
A nagy törpeegér (Mus triton) az emlősök (Mammalia) osztályának rágcsálók (Rodentia) rendjébe, ezen belül az egérfélék (Muridae) családjába tartozó faj.

## Előfordulása
Közép- és kelet-afrikai faj. Angola, Burundi, Kongói Köztársaság, Kongói Demokratikus Köztársaság, Kenya, Malawi, Mozambik, Ruanda, Dél-Szudán, Tanzánia, Uganda és Zambia területén honos.
Hegyvidékeken, füves pusztákon, bozótosban és mocsaras vidékeken érzi otthon magát.